# Adolph Meyer (Maler)
Heinrich Adolph Meyer (* 11. Dezember 1894 in Kiel; † 19. August 1988 in Gauting) war ein deutscher Maler.

## Leben und Wirken
Adolph Meyer war ein Sohn des Kapellmeisters Christian Heinrich Meyer (* 3. September 1853 in Fargau; † 31. Dezember 1928 in Kiel) und dessen Ehefrau Anna Elise, geborene Schröder (* 13. Dezember 1854 in Schlesen; † 16. Januar 1906 in Kiel). Er hatte zehn ältere Geschwister und erlebte eine Kindheit in den beengten Verhältnissen einer Familie des Kleinbürgertums.
Nach dem Besuch der 5. Knabenvolksschule in Kiel begann Meyer im Oktober 1910 eine Ausbildung als Theatermaler am Stadttheater Kiel. Sein Lehrer für Dekorationsmalerei an der Kieler Handwerkerschule, Franz Georg Zimmermann, riet ihm zu einem Studium. Meyer lernte so 1912/13 an der Hamburger Kunstgewerbeschule bei Anton Kling und Carl Otto Czeschka. Hier erstellte er Zeichnungen und entwarf Bühnenbilder, die deutliche Einflüsse des Wiener Jugendstils zeigen, den Kling und Czeschka lehrten. Im Herbst 1913 setzte Meyer sein Studium an der Kunstgewerbeschule Charlottenburg bei Harold Bengen fort.
Meyer malte zusammen mit seinem Freund Werner Lange aus Kiel im Atelier von Cesar Klein. Er entwarf hauptsächlich die Kuppelfresken des Verwaltungsgebäudes von Siemens & Halske in Spandau und Tapisserien, die 1914 bei der Gestaltung des Pavillons der Farbenschau der Kölner Werkbundausstellung genutzt wurden. Meyer besuchte begleitend zu seinem Studium die private Moissi-Schauspielschule in Berlin. Dort freundete er sich mit Max Reinhardt, Felix Bressart und Lothar Müthel an.
Während des Ersten Weltkriegs diente Meyer von 1915 bis 1918 an der Westfront in Frankreich und war dabei Zeichner einer Division. Vermutlich aufgrund dieser Tätigkeit erstellte er währenddessen viele Landschaftsbilder und Aquarelle. Er malte in verschiedenen Stilrichtungen, entwickelte jedoch zunehmend ein eigenes impressionistisches Profil mit angedeuteten expressionistischen Zügen. Sein Nachlass umfasst viele Zeichnungen mit Motiven der Bibel, zumeist von Kreuzigungen. 1917 porträtierte er sich selbst zwei Mal realistisch-expressiv als Soldat.
Ab dem April 1919 arbeitete Meyer als Bühnenmaler am Kieler Stadttheater. Im August 1919 übernahm er von Otto Reigbert die Leitung des Malersaales. Der Dramaturg und Schriftsteller Gerhard Ausleger (1891–1969) vermittelte ihn zur Expressionistischen Arbeitsgemeinschaft Kiel, der auch Friedrich Peter Drömmer, Werner Lange und Karl Peter Röhl angehörten. Meyer erstellte viele Vorstudien für Zeichnungen und Schnitte in Holz und Linol. 1919 malte er darauf basierend die „Tänzerin“. Bei diesem übersteigert expressionistischen Werk handelt es sich um ein repräsentatives Bild für Expressionismus aus Kiel.
1920 ging Meyer mit der Bildhauerin Johanna (Hanna) Olga Berta Koschinsky (* 21. August 1884 in Breslau) nach Breslau-Rosenthal. Konschinsky hatte in Paris Vorlesungen von Auguste Rodin und Aristide Maillol besucht und in Breslau einen Hof ihres Vaters geerbt. Der Vater Emil Koschinsky (1845–1919) war ein Fabrikant und verheiratet mit Hulda, geborene Schlawe (1854–1935). Meyer und Koschinsky wohnten in diesem Haus gemeinsam mit Felix Jacob und hatten dort ihr Atelier. 1920 schuf Meyer weitere expressionistische Gemälde. Darüber hinaus war er als Werbegraphiker für die Vereinigten Ostdeutschen Parfümerie- und Seifenfabriken tätig, die Koschinskys Vater gehörten. Außerdem betrieb er auf dem Hof recht erfolglos Landwirtschaft.
Meyer und Koschinsky heirateten am 8. Mai 1922. 1925 kauften sie ein Haus in Gauting, an das Ateliersgebäude grenzten und wohin sie ihren Wohnsitz verlegten. Meyer kopierte nun die meiste Zeit Gemälde aus der Alten Pinakothek in München. Diese Gemälde wurden teilweise als Werbemittel einer Farbenfabrik aus Ludwigshafen genutzt. In den 1930er Jahren schuf er mehrere Landschaftsgemälde. Hier wählte er den Stil der Dachauer Schule und orientierte sich sehr am Stil seines Freundes Leo Putz.
Während der Zeit des Nationalsozialismus verhängte die Reichskulturkammer ein Arbeitsverbot gegen Koschinsky. Das Ehepaar versuchte daher 1938 nach Australien zu emigrieren. Die Reise endete in Indonesien. Danach zogen sie zurück nach Gauting, wo Koschinsky am 31. März 1939 starb. Meyer heiratete danach die Schriftstellerin Adele Johanna Rosa Kaufmann (* 19. Mai 1905 in Wien; † 1984 in Minnesota). Die Ehe wurde am 2. November 1964 geschieden.
In den 1950er und 1960er Jahren gehörte Meyer dem Künstler- und Literaturkreis „Tukan“ an. Er verdiente sein Geld bis in die 1950er Jahre insbesondere mit Landschafts- und Blumenbildern, inspiriert von den impressionistisch-realistischen Arbeiten Leo Putz’. Danach arbeitete er wieder als Kopist in München. Außerdem erstellte er im Auftrag sehr viele Porträts. Seine qualitativ besten Werke schuf er zweifelsohne in der Zeit zwischen 1916 und 1920. Aufgrund finanzieller Probleme musste er seine Kreativität lange Zeit den Vorlieben seiner Auftraggeber unterordnen. Auch das Arbeiten als Kopist ließ keine Kreativität zu, wie Meyer wiederholt selbst betonte.

## Familie
Am 8. Mai 1922 heiratete Meyer die Bildhauerin Johanna (Hanna) Olga Berta Koschinsky (* 21. August 1884 in Breslau; † 31. März 1939 in Gauting). Ihr Vater Emil Koschinsky (1845–1919) war ein Fabrikant und verheiratet mit Hulda, geborene Schlawe (1854–1935).
In zweiter Ehe heiratete Meyer die Schriftstellerin Adele Johanna Rosa Kaufmann (* 19. Mai 1905 in Wien; † 1984 in Minnesota) Die Ehe wurde am 2. November 1964 geschieden.
Beide Ehen blieben kinderlos.